# みよし消防署南出張所
みよし消防署南出張所（みよししょうぼうしょ みなみしゅっちょうじょ）は、愛知県みよし市にある尾三消防組合の消防出張所。

## 配備車両
- 消防車
  - 南1号　水槽付消防ポンプ自動車（救助対応）
- 救急車
  - 救急南1号車　高規格救急車

## 所在地
- 尾三消防組合の基地
  - 尾三消防組合特別消防隊　〒470-0151 愛知県愛知郡東郷町大字諸輪字曙18
  - 日進消防署　〒470-0121 愛知県日進市本郷町宮下3
  - 日進消防署西出張所　〒470-0124 愛知県日進市浅田町西浦15
  - みよし消防署　〒470-0207 愛知県みよし市福谷町才戸50
  - みよし消防署南出張所　〒470-0214 愛知県みよし市明知町西ノ口59-17
  - 東郷消防署　〒470-0162 愛知県愛知郡東郷町大字春木字桝池16
  - 豊明消防署　〒470-1109 愛知県豊明市沓掛町宿234
  - 豊明消防署南部出張所 〒470-1154 愛知県豊明市新栄町3丁目376-2
  - 長久手消防署　〒480-1103 愛知県長久手市岩作長池51